# 尖牙副獅子魚
尖牙副獅子魚，為輻鰭魚綱鮋形目杜父魚亞目獅子魚科的其中一種，分布於南冰洋的斯科舍海海域，棲息深度3721-3723公尺，體長可達13.2公分，為深海底棲性魚類，屬肉食性，生活習性不明。

## 擴展閱讀
維基物種上的相關：尖牙副獅子魚